# Svjetsko prvenstvo u plivanju 1973.
Svjetsko prvenstvo u plivanju 1973. odražano je od 31. kolovoza do 9. rujna 1973. godine u srbijanskom gradu Beogradu kao jedan od sastavnih dijelova I. svjetskog prvenstva u vodenim sportovima.

## Pojedinačna natjecanja

### Slobodni stil

#### 100 m slobodno
| Mjesto | Država     | Plivač           | Vrijeme |
| ------ | ---------- | ---------------- | ------- |
| 1.     | SAD        | James Montgomery |         |
| 2.     | Francuska  | Michel Rousseau  |         |
| 3.     | Australija | Michael Wenden   |         |

| Mjesto | Država                         | Plivačica         | Vrijeme (s) |
| ------ | ------------------------------ | ----------------- | ----------- |
| 1.     | Njemačka Demokratska Republika | Kornelia Ender    |             |
| 2.     | SAD                            | Shirley Babashoff |             |
| 3.     | Nizozemska                     | Enith Brigitha    |             |

#### 200 m slobodno
| Mjesto | Država                         | Plivač           | Vrijeme (min) |
| ------ | ------------------------------ | ---------------- | ------------- |
| 1.     | SAD                            | James Montgomery |               |
| 2.     | SAD                            | Kurt Krumpholz   |               |
| 3.     | Njemačka Demokratska Republika | Roger Pyttel     |               |

| Mjesto | Država                         | Plivačica         | Vrijeme (min) |
| ------ | ------------------------------ | ----------------- | ------------- |
| 1.     | SAD                            | Keena Rothhammer  |               |
| 2.     | SAD                            | Shirley Babashoff |               |
| 3.     | Njemačka Demokratska Republika | Andrea Eife       |               |

#### 400 m slobodno
| Mjesto | Država     | Plivač          | Vrijeme |
| ------ | ---------- | --------------- | ------- |
| 1.     | SAD        | Rick DeMont     |         |
| 2.     | Australija | Bradford Cooper |         |
| 3.     | Švedska    | Bengt Gingsjö   |         |

| Mjesto | Država  | Plivačica          | Vrijeme (min) |
| ------ | ------- | ------------------ | ------------- |
| 1.     | SAD     | Heather Greenwood  |               |
| 2.     | SAD     | Keena Rothhammer   |               |
| 3.     | Italija | Novella Calligaris |               |

#### 1500 m + 800 m slobodno
| Mjesto | Država     | Plivač          | Vrijeme (min) |
| ------ | ---------- | --------------- | ------------- |
| 1.     | Australija | Stephen Holland |               |
| 2.     | SAD        | Rick DeMont     |               |
| 3.     | Australija | Bradford Cooper |               |

| Mjesto | Država                         | Plivačica          | Vrijeme (min) |
| ------ | ------------------------------ | ------------------ | ------------- |
| 1.     | Italija                        | Novella Calligaris |               |
| 2.     | SAD                            | Jo Harshbarger     |               |
| 3.     | Njemačka Demokratska Republika | Gudrun Wegner      |               |

### Leđni stil

#### 100 m leđno
| Mjesto | Država                         | Plivač         | Vrijeme (s) |
| ------ | ------------------------------ | -------------- | ----------- |
| 1.     | Njemačka Demokratska Republika | Roland Matthes |             |
| 2.     | SAD                            | Mike Stamm     |             |
| 3.     | Njemačka Demokratska Republika | Lutz Wanja     |             |

| Mjesto | Država                         | Plivačica      | Vrijeme (min) |
| ------ | ------------------------------ | -------------- | ------------- |
| 1.     | Njemačka Demokratska Republika | Ulrike Richter |               |
| 2.     | SAD                            | Melissa Belote |               |
| 3.     | Kanada                         | Wendy Cook     |               |

#### 200 m leđno
| Mjesto | Država                         | Plivač           | Vrijeme (min) |
| ------ | ------------------------------ | ---------------- | ------------- |
| 1.     | Njemačka Demokratska Republika | Roland Matthes   |               |
| 2.     | Mađarska                       | Zoltán Verrasztó |               |
| 3.     | SAD                            | John Naber       |               |

| Mjesto | Država     | Plivačica       | Vrijeme (min) |
| ------ | ---------- | --------------- | ------------- |
| 1.     | SAD        | Melissa Belote  |               |
| 2.     | Nizozemska | Enith Brigitha  |               |
| 3.     | Mađarska   | Andrea Gyarmati |               |

### Prsni stil

#### 100 m prsno
| Mjesto | Država | Plivač           | Vrijeme (min) |
| ------ | ------ | ---------------- | ------------- |
| 1.     | SAD    | John Hencken     |               |
| 2.     | SSSR   | Michail Krjukin  |               |
| 3.     | Japan  | Nobutaka Taguchi |               |

| Mjesto | Država                         | Plivačica       | Vrijeme (min) |
| ------ | ------------------------------ | --------------- | ------------- |
| 1.     | Njemačka Demokratska Republika | Renate Vogel    |               |
| 2.     | SSSR                           | Ljubow Rusanowa |               |
| 3.     | SAD                            | Lynn Colella    |               |

#### 200 m prsno
| Mjesto | Država                 | Plivač           | Vrijeme (min) |
| ------ | ---------------------- | ---------------- | ------------- |
| 1.     | Ujedinjeno Kraljevstvo | David Wilkie     |               |
| 2.     | SAD                    | John Hencken     |               |
| 3.     | Japan                  | Nobutaka Taguchi |               |

| Mjesto | Država                         | Plivačica      | Vrijeme (min) |
| ------ | ------------------------------ | -------------- | ------------- |
| 1.     | Njemačka Demokratska Republika | Renate Vogel   |               |
| 2.     | Njemačka Demokratska Republika | Hannelore Anke |               |
| 3.     | SAD                            | Lynn Colella   |               |

### Leptir stil

#### 100 m leptir
| Mjesto | Država | Plivač          | Vrijeme (s) |
| ------ | ------ | --------------- | ----------- |
| 1.     | Kanada | Bruce Robertson |             |
| 2.     | SAD    | Joe Bottom      |             |
| 3.     | SAD    | Robin Backhaus  |             |

| Mjesto | Država                         | Plivačica        | Vrijeme (s) |
| ------ | ------------------------------ | ---------------- | ----------- |
| 1.     | Njemačka Demokratska Republika | Kornelia Ender   |             |
| 2.     | Njemačka Demokratska Republika | Rosemarie Kother |             |
| 3.     | Japan                          | Mayumi Aoki      |             |

#### 200 m leptir
| Mjesto | Država                         | Plivač           | Vrijeme (min) |
| ------ | ------------------------------ | ---------------- | ------------- |
| 1.     | Kanada                         | Robin Backhaus   |               |
| 2.     | SAD                            | Steven Gregg     |               |
| 3.     | Njemačka Demokratska Republika | Hartmut Flöckner |               |

| Mjesto | Država                         | Plivačica        | Vrijeme (min) |
| ------ | ------------------------------ | ---------------- | ------------- |
| 1.     | Njemačka Demokratska Republika | Rosemarie Kother |               |
| 2.     | Njemačka Demokratska Republika | Roswitha Beier   |               |
| 3.     | SAD                            | Lynn Colella     |               |

### Mješovito

#### 200 m mješovito
| Mjesto | Država                 | Plivač         | Vrijeme (min) |
| ------ | ---------------------- | -------------- | ------------- |
| 1.     | Švedska                | Gunnar Larsson |               |
| 2.     | SAD                    | Stan Carper    |               |
| 3.     | Ujedinjeno Kraljevstvo | David Wilkie   |               |

| Mjesto | Država                         | Plivačica       | Vrijeme (min) |
| ------ | ------------------------------ | --------------- | ------------- |
| 1.     | Njemačka Demokratska Republika | Andrea Hübner   |               |
| 2.     | Njemačka Demokratska Republika | Kornelia Ender  |               |
| 3.     | SAD                            | Katherine Heddy |               |

#### 400 m mješovito
| Mjesto | Država   | Plivač          | Vrijeme (min) |
| ------ | -------- | --------------- | ------------- |
| 1.     | Mađarska | András Hargitay |               |
| 2.     | SAD      | Rod Strachan    |               |
| 3.     | SAD      | Rick Colella    |               |

| Mjesto | Država                         | Plivačica          | Vrijeme (min) |
| ------ | ------------------------------ | ------------------ | ------------- |
| 1.     | Njemačka Demokratska Republika | Gudrun Wegner      |               |
| 2.     | Njemačka Demokratska Republika | Angela Franke      |               |
| 3.     | Italija                        | Novella Calligaris |               |

## Štafetna natjecanja

### 4x100 m slobodno
| Mjesto | Država                         | Plivači                                                         | Vrijeme (min) |
| ------ | ------------------------------ | --------------------------------------------------------------- | ------------- |
| 1.     | SAD                            | Mel Nash Joe Bottom James Montgomery John Murphy                |               |
| 2.     | SSSR                           | Igor Griwennikow Wiktor Aboimow Wladimir Kriwtsow Wladimir Bure |               |
| 3.     | Njemačka Demokratska Republika | Roland Matthes Roger Pyttel Peter Bruch Hartmut Flöckner        |               |

| Mjesto | Država                         | Plivačice                                                       | Vrijeme (min) |
| ------ | ------------------------------ | --------------------------------------------------------------- | ------------- |
| 1.     | Njemačka Demokratska Republika | Kornelia Ender Andrea Eife Andrea Hübner Sylvia Eichner         |               |
| 2.     | SAD                            | Kim Peyton Katherine Heddy Heather Greenwood Shirley Babashoff  |               |
| 3.     | SR Njemačka                    | Jutta Weber Heidemarie Reineck Gudrun Beckmann Angela Steinbach |               |

### 4x200 m slobodno
| Muškarci - 4x200 m slobodno \| Mjesto \| Država \| Plivači \| Vrijeme (min) \| \| ------ \| ----------- \| ----------------------------------------------------------- \| ------------- \| \| 1. \| SAD \| Kurt Krumpholz Robin Backhaus Rick Klatt James Montgomery \| \| \| 2. \| Australija \| John Kulasalu Stephen Badger Bradford Cooper Michael Wenden \| \| \| 3. \| SR Njemačka \| Klaus Steinbach Werner Lampe Peter Nocke Folkert Meeuw \| \| | Žene - 4x200 m slobodno Utrka nije bila u programu natjecanja. |                                                             |               |
| Mjesto | Država                                                         | Plivači                                                     | Vrijeme (min) |
| 1. | SAD                                                            | Kurt Krumpholz Robin Backhaus Rick Klatt James Montgomery   |               |
| 2. | Australija                                                     | John Kulasalu Stephen Badger Bradford Cooper Michael Wenden |               |
| 3. | SR Njemačka                                                    | Klaus Steinbach Werner Lampe Peter Nocke Folkert Meeuw      |               |

### 4x100 m mješovito
| Mjesto | Država                         | Plivači                                                        | Vrijeme (min) |
| ------ | ------------------------------ | -------------------------------------------------------------- | ------------- |
| 1.     | SAD                            | Mike Stamm John Hencken Joe Bottom James Montgomery            |               |
| 2.     | Njemačka Demokratska Republika | Roland Matthes Jürgen Glas Hartmut Flöckner Roger Pyttel       |               |
| 3.     | Kanada                         | Ian MacKenzie Peter Hrdlitschka Bruce Robertson Brian Philipps |               |

| Mjesto | Država                         | Plivačice                                                     | Vrijeme (min) |
| ------ | ------------------------------ | ------------------------------------------------------------- | ------------- |
| 1.     | Njemačka Demokratska Republika | Ulrike Richter Renate Vogel Rosemarie Kother Kornelia Ender   |               |
| 2.     | SAD                            | Melissa Belote Marcia Morey Deanna Dearduff Shirley Babashoff |               |
| 3.     | SR Njemačka                    | Angelika Grieser Petra Nows Gudrun Beckmann Jutta Weber       |               |